# Akalla värmeverk

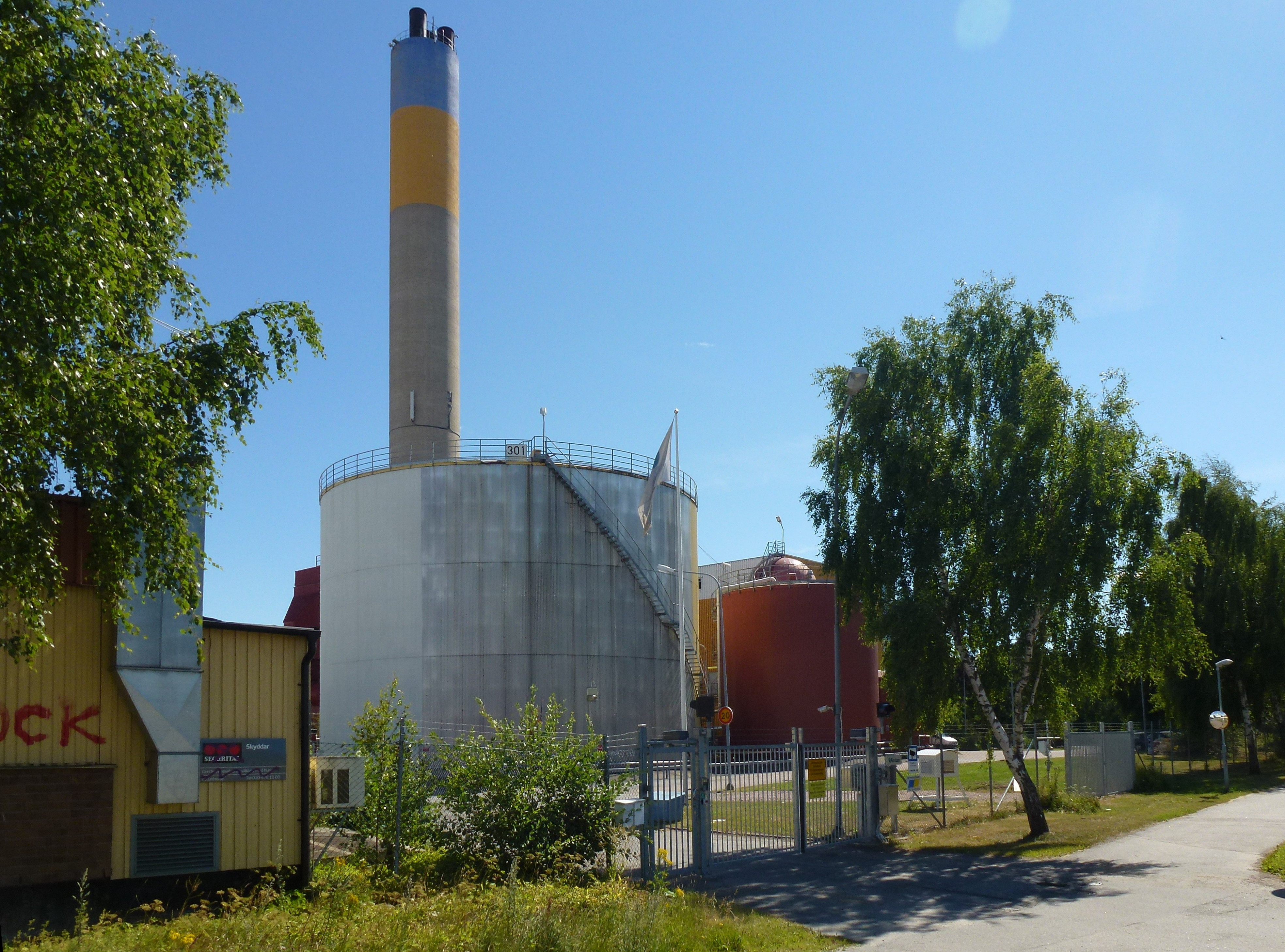
Akalla värmeverk i juli 2013.

Akalla värmeverk är ett fjärrvärmeverk i stadsdelen Akalla i Stockholms kommun. Anläggningen uppfördes på 1970-talets mitt och utökades på 1990-talets slut. Enligt en värdering och klassificering utfört av Stockholms stadsmuseum år 2007  tillmäts två av anläggningens byggnader särskilt kulturhistoriskt värde. 2013 samägdes Akallaverket av Stockholm Exergi (90,1 procent) och Stockholms stad (9,9 procent).

## Anläggningen

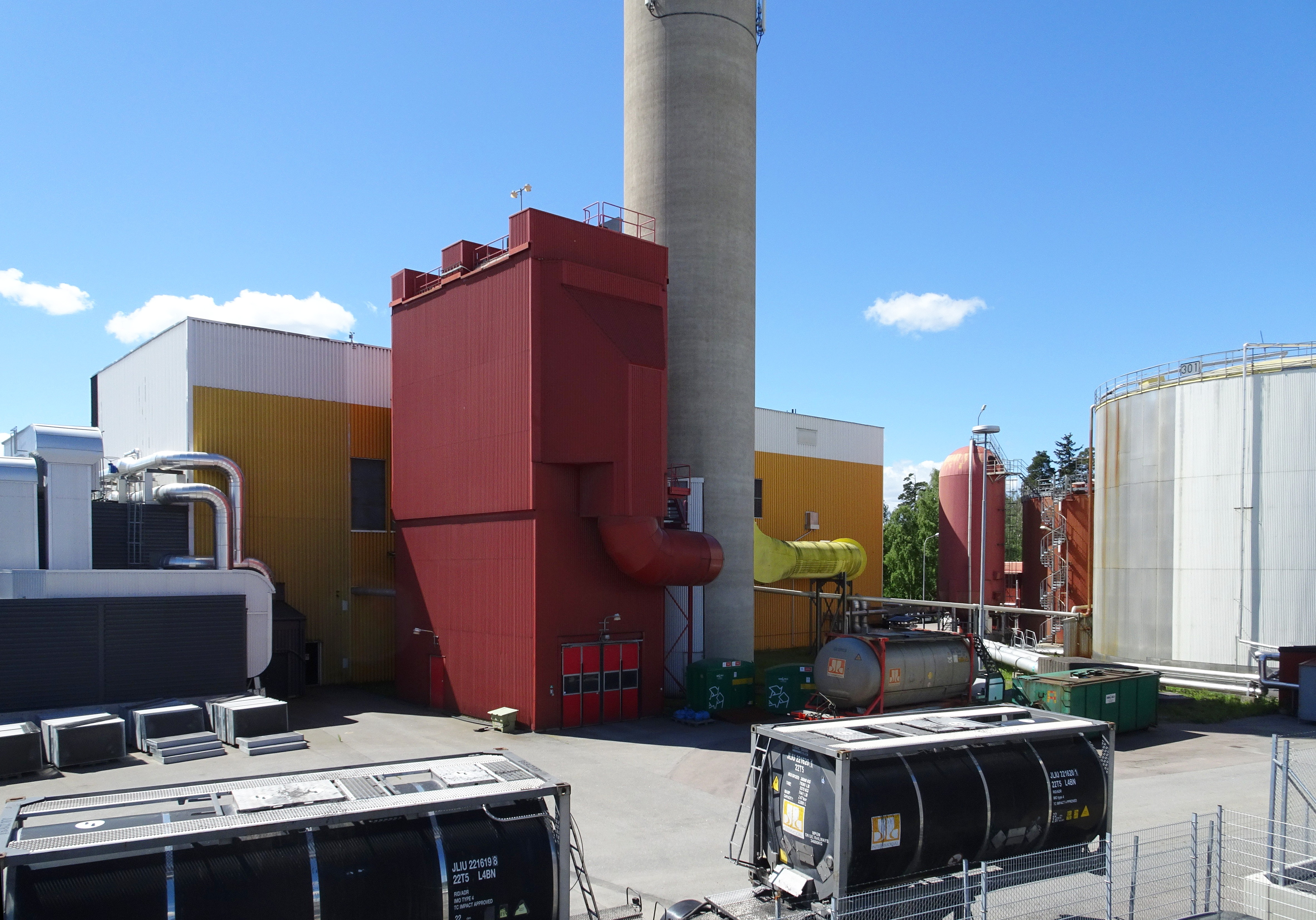
Akalla värmeverk, 2019.

Akalla värmeverk uppfördes som en pendang till Hässelbyverket  på 1970-talets mitt för att producera och distribuera fjärrvärme till de nya stadsdelarna Husby, Akalla och Kista. Akallaverket koncipierades som ett renodlat värmeverk, som samägdes ursprungligen av Stockholms och Sollentuna kommuner. Uppdragsgivare var Stockholms Energiverk och för den arkitektoniska utformningen stod Rasmussens arkitektkontor.
Värmeverkets huvudbyggnad samt cistern har en arkitektur av stark industrikaraktär. Fasaderna är klädda med korrugerad plåt som har färgsatts i olika starka kulörer för att på så sätt bryta ned de stora byggnadsvolymerna. Särskilt den höga betongskorstenen, målad gul och blå, har blivit ett välkänt inslag i Akallas stadslandskap. Huvudbyggnaden och cisternen klassificerades ”grön” av Stockholms stadsmuseum, vilket innebär att bebyggelsen är särskilt värdefull från historisk, kulturhistorisk, miljömässig eller konstnärlig synpunkt.